# Backtrackin'
Backtrackin' è una raccolta di successi di Eric Clapton, pubblicata nel 1984.

## Tracce

### Disco 1
1. I Shot the Sheriff - 4:26 - (Bob Marley)
2. Knockin' on Heaven's Door - 4:26 - (Bob Dylan)
3. Lay Down Sally - 3:55 - (Eric Clapton, Marcy Levy, George Terry)
4. Promises - 3:05 - (Richard Feldman, Roger Linn)
5. Swing Low, Sweet Chariot - 3:35 - (Traditional)
6. Wonderful Tonight - 3:45 - (Clapton)
7. Sunshine of Your Love - 4:14 - (Pete Brown, Jack Bruce, Clapton)
8. Tales of Brave Ulysses - 2:51 - (Clapton, Martin Sharp)
9. Badge - 2:46 - (Clapton, George Harrison)
10. Little Wing - 5:39 - (Jimi Hendrix)
11. Layla - 7:10 - (Clapton, Jim Gordon)

### Disco 2
1. Cocaine - 3:40 - (J.J. Cale)
2. Strange Brew - 2:50 - (Clapton, Gail Collins, Felix Pappalardi)
3. Spoonful - 6:32 - (Willie Dixon)
4. Let It Rain - 5:08 - (Bonnie Bramlett, Clapton)
5. Have You Ever Loved a Woman - 7:05 - (Billy Myles)
6. Presence of the Lord - 4:49 - (Clapton)
7. Crossroads (live) - 4:17 - (Robert Johnson)
8. Roll It Over [live] (live) - 6:39 - (Clapton, Bobby Whitlock)
9. Can't Find My Way Home (live) - 5:17 - (Steve Winwood)
10. Blues Power (live) - 7:26 - (Clapton, Leon Russell)
11. Further on up the Road (live) - 7:09 - (Joe Medwick, Don Robey)